# Caroline Munro
Caroline Munro (Windsor, 16 gennaio 1949) è un'attrice ed ex modella britannica.

## Biografia
Iniziò la carriera nel 1966 partecipando all'opera prima di Alberto Sordi regista, Fumo di Londra, girato in Inghilterra. Subito dopo l'uscita della pellicola, la madre e un amico fotografo inviarono alcuni scatti al giornale The Evening News per un concorso da questi indetto, il "'Face of the Year". La diciassettenne Munro vinse il concorso e iniziò a lavorare come modella per la rivista Vogue. Si trasferì quindi a Londra per proseguire la carriera e divenne una cover girl per pubblicità di moda e TV.
Nota per diverse interpretazioni in film d'azione, horror e di fantascienza, nel 1971 interpretò il ruolo di Victoria Regina Phibes nel film L'abominevole dr. Phibes, accanto a Vincent Price, personaggio che riprese l'anno successivo nel sequel Frustrazione (1972), sempre accanto a Price. Recitò poi in diverse pellicole prodotte dalla Hammer Film Productions, tra cui 1972: Dracula colpisce ancora! (1972), a seguito della quale l'attrice decise di lasciare la carriera nella moda e di intraprendere solo quella di attrice. Rifiutò i ruoli femminili principali in alcuni film perché richiedevano scene di nudo.
Nel 1977 il personaggio di Naomi, interpretato da Munro nel film La spia che mi amava, viene annoverata come la prima Bond Girl della storia ad essere uccisa direttamente dall'agente segreto 007. Popolare pin-up anche negli anni ottanta, Munro continuò a rifiutare di posare nuda. Tra il 1984 e il 1987 interpretò il ruolo di una hostess nel telefilm 3-2-1. Durante il decennio, apparve anche in alcuni video musicali quali Goody Two Shoes di Adam Ant e If You Really To To di Meat Loaf.

## Filmografia parziale

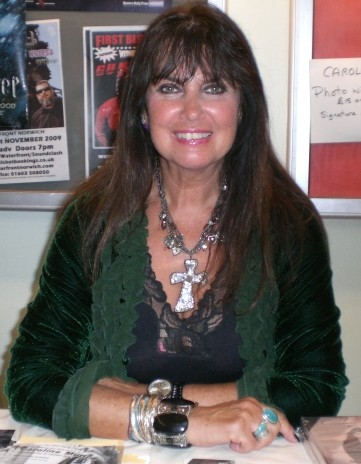
L'attrice nel 2009

- Fumo di Londra, regia di Alberto Sordi (1966)
- Dov'è Jack? (Where's Jack?), regia di James Clavell (1969)
- La strana maledizione di Montezuma (A Talent for Loving), regia di Richard Quine (1969)
- L'abominevole dr. Phibes (The Abominable Dr. Phibes), regia di Robert Fuest (1971)
- 1972: Dracula colpisce ancora! (Dracula A.D. 1972), regia di Alan Gibson (1972)
- Frustrazione (Dr. Phibes Rises Again), regia di Robert Fuest (1972)
- Il viaggio fantastico di Sinbad (The Golden Voyage of Sinbad), regia di Gordon Hesler (1973)
- Capitan Kronos - Cacciatore di vampiri (Captain Kronos - Vampire Hunter), regia di Brian Clemens (1974)
- Sharon's Baby (I Don't Want to Be Born), regia di Peter Sasdy (1975)
- Centro della Terra: continente sconosciuto (At the Earth's Core), regia di Kevin Connor (1976)
- La spia che mi amava (The Spy Who Loved Me), regia di Lewis Gilbert (1977)
- Scontri stellari oltre la terza dimensione (Starcrash), regia di Luigi Cozzi (1978)
- Maniac, regia di William Lustig (1980)
- Jolly Killer (Slaughter High), regia di George Dugdale (1985)
- I violentatori della notte (Faces), regia di Jess Franco (1988)
- Il gatto nero, regia di Luigi Cozzi (1989)
- Flesh for the Beast, regia di Terry M. West (2003)
- Stellar Quasar and the Scrolls of Dadelia, regia di A. Susan Svehla (2016)
- The Haunting of Margam Castle, regia di Andrew Jones (2020)

## Doppiatrici italiane
- Ada Maria Serra Zanetti in 1972: Dracula colpisce ancora!
- Germana Dominici in La spia che mi amava
- Rita Savagnone in Scontri stellari oltre la terza dimensione